# Freud und Friends
Freud und Friends (prt: Quatro Contos de Gabriel Abrantes) é uma curta-metragem de comédia e ficção científica luso-suíça de 2015, realizada e produzida por Gabriel Abrantes, a partir de um argumento da sua autoria com David Phelps. O filme é protagonizado pela neurocirurgiã Matilde Morta (interpretada por Sónia Balacó) que após desenvolver um método de investigar a mente humana, decide experimentá-lo no noivo, uma versão ficcionalizada do próprio realizador, Gabriel Abrantes.
A obra estreou no 10º IndieLisboa, a 24 de abril de 2015, integrado no filme antológico Aqui, em Lisboa, com curtas-metragens de Denis Côté, Dominga Sotomayor e Marie Losier. Freud und Friends viria a ser de novo distribuído comercialmente em Portugal cinco anos depois, desta feita integrado na antologia Quatro Contos de Gabriel Abrantes, tendo estreado nas salas de cinema a 29 de outubro de 2020.

## Sinopse
Herner Werzog é o locutor de um programa de televisão que acompanha os desenvolvimentos científicos dos mais consagrados neurocientistas. A Dra. Matilde Morta é uma das participantes do programa. Os seus novos métodos científicos permitem-lhe viajar pelo cérebro de artistas e cineastas de todo o mundo e documentar os seus sonhos. Em Lisboa, a neurocientista usa como cobaia o seu noivo, o jovem realizador Gabriel Abrantes. A Dra. Morta descobre um mundo pervertido e idiota ao investigar as imagens do inconsciente do futuro marido.
Num dos intervalos comerciais do programa de Werzog, publicita-se o óleo corporal comestível, Belém Pastry Oil Body Wash. Num outro, é transmitido o teaser paródico do novo filme de Woody Allen, rodado em Lisboa, que funciona como obra de propaganda para o Ministério do Turismo português.

## Elenco
- Sónia Balacó, como Dra. Matilde Morta.
- Gabriel Abrantes, como Gabriel Abrantes;
  - Carloto Cotta, como Gabriel Abrantes (Versão sensual).[10]
- Alexander Carver, como Herner Werzog.
- Filipa Anika.
- David Phelps.
- Joana de Verona.
- André Teodósio.
- Joana Barrios.
- Cláudia Jardim.
- Alexandre Melo.
- Pedro Fernandes Duarte.

## Equipa técnica
- Realização: Gabriel Abrantes;
- Assistente de realização: Hugo Pedro;
- Argumento: Gabriel Abrantes e David Phelps;[11]
- Direção de fotografia: Jorge Quintela;
- Som: Rafael Cardoso;
- Montagem: Margarida Lucas;
- Música: Norberto Lobo;[12]
- Produção: Gabriel Abrantes, Miguel Valverde e Andrea Belini.

## Produção

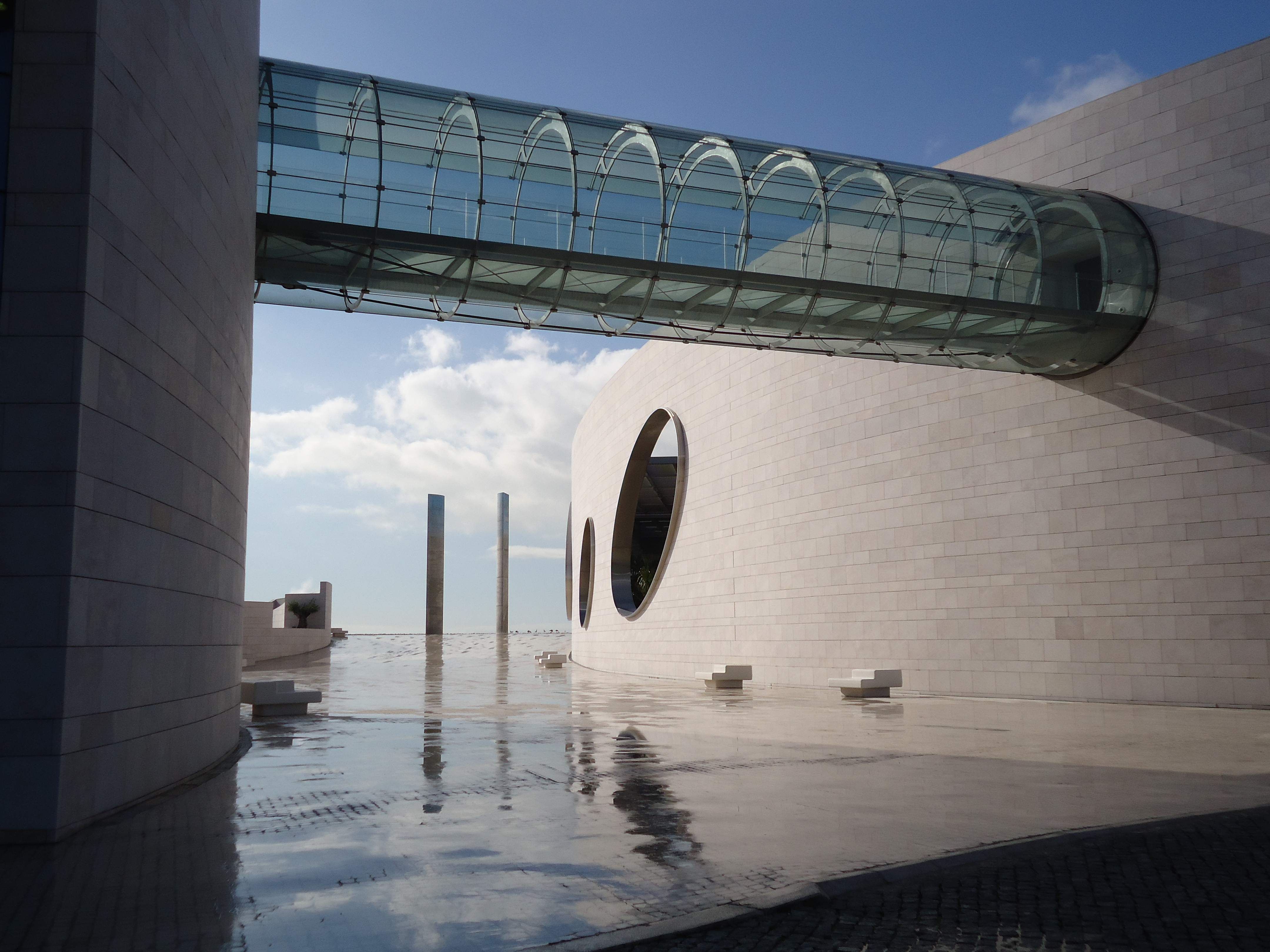
Cenas exteriores do filme foram rodadas no Centro de Investigação para o Desconhecido (Fundação Champalimaud, Lisboa).

Por ocasião do seu décimo aniversário, o festival IndieLisboa encomendou e produziu o filme coletivo Aqui, em Lisboa. A curta-metragem de Gabriel Abrantes foi realizada para integrar o projeto, juntamente com outras de Denis Côté, Dominga Sotomayor e Marie Losier. Freud und Friends é uma produção que envolveu também o Centre d’Art Contemporain Genève (Suíça) e contou com o apoio financeiro dos Fonds d'Art Contemporain de la Ville de Genève, Fonds Cantonal d'Art Contemporain, da Câmara Municipal de Lisboa, da Lisbon Film Commission e do MONA Museum.

## Distribuição

### Lançamento
Freud und Friends integrou a edição comemorativa do décimo aniversário do Festival IndieLisboa, onde estreou com a antologia Aqui, em Lisboa: Episódios da Vida de Uma Cidade, a 24 de abril de 2015. Em Portugal, a curta-metragem foi distribuída pela Portuguese Film Agency, que estreou comercialmente a obra a 15 de maio de 2016, no Cinema Ideal (Lisboa).
Em Portugal, o filme viria a ter um novo lançamento em sala, a 29 de outubro de 2020, enquadrado na antologia Quatro Contos de Gabriel Abrantes, com as curtas-metragens Os Humores Artificiais, A Brief History of Princess X e Les Extraordinaires Mésaventures de la Jeune Fille de Pierre. Abrantes demonstrou-se agradado com este relançamento: "Gostei muito de participar no projeto Aqui, em Lisboa, e estou muito grato ao IndieLisboa por me ter convidado na altura. Gosto que os espectadores agora tenham a oportunidade de ver o Freud Und Friends neste contexto, rodeado de outros filmes meus. Acho que o filme ganhou alguns sentidos bem diferentes agora que está contextualizado com outras curtas minhas."

### Festivais e mostras
Após a estreia no IndieLisboa, Freud und Friends foi selecionado para a competição de curtas-metragens do festival de cinema de Berlim, para além de outras monstras e festivais internacionais. Segue-se uma lista dos principais:
- Festival Internacional de Cinema de Berlim (Alemanha, fevereiro de 2016);[17][18]
- Festival Internacional de Cine de Las Palmas de Gran Canaria (Espanha, 9 de março de 2016);
- Bucharest International Experimental Film Festival (Roménia, 2016);
- Festival Internacional de Curtas-Metragens de Kiev (Ucrânia, 2016);[19]
- Guanajuato International Film Festival (México, 2016);
- Festival Internacional de Curtas de Belo Horizonte (Brasil, 2016);
- Kaohsiung International Short Film Festival (Taiwan, 2016);
- Janela Internacional de Cinema do Recife (Brasil, 2016);
- Festival Internacional de Cinema Independente de Buenos Aires (Argentina, 2017);
- Stuttgarter Filmwinter Festival For Expanded Media (Alemanha, 2018);
- Prague Short Film Festival (República Checa, 2019);[20]

## Receção

### Audiência
Em 2020, aquando o lançamento de Freud und Friends nas salas de cinema com a antologia Quatro Contos de Gabriel Abrantes, a obra totalizaria apenas 638 espetadores em Portugal.

### Crítica
A crítica especializada teceu, de maneira geral, elogios ao filme de Abrantes. Na plataforma Cinema Sétima Arte, Hugo Gomes destaca a abordagem do filme de "deboche aportuguesado dos nossos brandos costumes". No mesmo sentido, Manuel Halpern (Visão) defende que há muito para descobrir na subversiva pequena obra que é Freud und Friends.

### Premiações
| Ano  | Premiação                                          | Categoria                      | Trabalho                            | Resultado               | Ref.   |
| ---- | -------------------------------------------------- | ------------------------------ | ----------------------------------- | ----------------------- | ------ |
| 2016 | Festival Internacional de Cinema de Berlim         | Melhor curta-metragem europeia | Freud und Friends, Gabriel Abrantes | Indicado                | [ 21 ] |
| 2016 | Bucharest International Experimental Film Festival | Melhor curta-metragem          | Freud und Friends, Gabriel Abrantes | Menção Especial do Júri | [ 22 ] |
| 2016 | Festival Internacional de Curtas-Metragens de Kiev | Melhor curta-metragem          | Freud und Friends, Gabriel Abrantes | Menção Especial do Júri | [ 22 ] |